# 27382 Justinbarber
27382 Justinbarber este un asteroid din centura principală de asteroizi.

## Descriere
27382 Justinbarber este un asteroid din centura principală de asteroizi. A fost descoperit pe 10 martie 2000 la Socorro, New Mexico, în cadrul proiectului LINEAR. Asteroidul prezintă o orbită caracterizată de o semiaxă mare de 2,32 ua, o excentricitate de 0,11 și o înclinație de 6,6° în raport cu ecliptica.